# Caulibugula californica
Caulibugula californica är en mossdjursart som beskrevs av Robertson 1905. Caulibugula californica ingår i släktet Caulibugula och familjen Bugulidae. Inga underarter finns listade i Catalogue of Life.